# Escola Secundária Ghulam Haider Khan
A Escola Secundária Ghulam Haider Khan é uma escola para rapazes, situada no distrito de Khair Khana, Cabul, Afeganistão. Seu nome foi escolhido em homenagem ao líder libertário afegão Ghulam Haider Khan, o qual lutou contra os britânicos. A escola possui em torno de 10 mil alunos, matriculados entre a sétima e décima segunda séries, e distribuídos em quatro turnos.